# Moor Lane
Il Moor Lane, noto anche come Peninsula Stadium per via della sponsorizzazione riguardanti i diritti sul nome della struttura, è un impianto sportivo multifunzione di Salford, città del Regno Unito nella contea inglese del Greater Manchester, nel Inghilterra nord-occidentale.
Lo stadio ha una capacità di 5.106 posti ed ospita le partite del Salford City.
Lo stadio, attivo inizialmente per altri sport, nel 1978 viene preso in gestione dal Salford City che lo rende il proprio impianto casalingo. Nell'ottobre 2016 è stato annunciato che lo stadio sarebbe stato sottoposto a lavori di ristrutturazione, che avrebbero aumentato la sua capienza da 1.600 a 5.106, inclusi 2.246 posti coperti; il via libera è stato dato il 16 dicembre 2016.
A distanza di circa un anno, il 19 ottobre 2017, terminate le opere di ammodernamento, l'impianto viene riaperto alla presenza di Sir Alex Ferguson; in questa occasione la società porta a conoscenza della partnership di sponsorizzazione siglata con la multinazionale Peninsula Business Services e che lo stadio sarebbe stato rinominato Peninsula Stadium.
Attualmente, il record di presenze sul campo è di 4.518 stabilito il 13 agosto 2019, nella partita persa 3-0 dal Salford City contro il Leeds Utd nel primo turno della EFL Cup.